# Lutjanidae
Lutjanidae é uma família de peixes da subordem Percoidei, superfamília Percoidea.

## Géneros

### Apsilinae
- - Apsilus Valenciennes in Cuvier et Valenciennes, 1830
  - Lipocheilus Anderson, Talwar et Johnson, 1977
  - Paracaesio Bleeker, 1875
  - Parapristipomoides Kami, 1973

### Etelinae
- - Aphareus Cuvier in Cuvier et Valenciennes, 1830
  - Aprion Valenciennes in Cuvier et Valenciennes, 1830
  - Etelis Cuvier In Cuvier et Valenciennes, 1828
  - Pristipomoides Bleeker, 1852
  - Randallichthys Anderson, Kami et Johnson, 1977

### Lutjaninae
- - Hoplopagrus Gill, 1861
  - Lutjanus Bloch, 1790 (Vermelho)
  - Macolor Bleeker, 1860
  - Ocyurus Gill, 1862 (Guaiuba)
  - Pinjalo Bleeker, 1873
  - Rhomboplites Gill, 1862

### Paradichthyinae
- - Symphorichthys Munro, 1967
  - Symphorus Günther, 1872